# Катар в Первой мировой войне
Изначально, на момент начала Первой мировой войны, в Катаре находился незначительный османский гарнизон, но к 1916 году большая часть его дезертировала, и Катар стал британским протекторатом.

## Предыстория

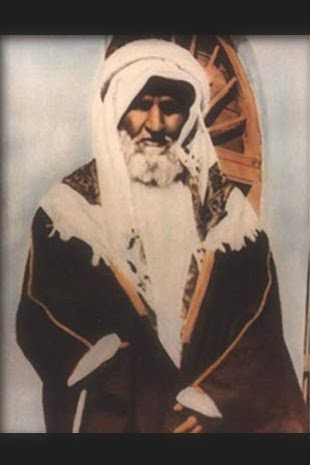
Джасим бин Мухаммад Аль Тани, правитель Катара в 1878 — 1913

Катар занимает полуостров, расположенный неподалеку от региона Эль-Хаса Аравийского полуострова. Его земли в целом представляют собой пустыню с жарким и влажным климатом.
Катар привлёк внимание Великобритании в 1867 году, когда спор между Бахрейном и народом Катара перерос в крупную конфронтацию. В ходе последовавшей войны катарской столице Дохе был нанесён серьёзный ущерб. Великобритания вмешалась в ситуацию в качестве контролирующей державы морского перемирия 1835 года в Персидском заливе, а в 1868 году подписала соглашение, признающее Мухаммеда ибн Тани правителем Катара. До этого Великобритания рассматривала Катар как зависимую территорию Бахрейна.
Расширение власти Османской империи в Восточной Аравии усилило уязвимость Катара. Джасим бин Мухаммад Аль Тани, сын Мухаммеда бин Тани, был более восприимчив к османскому влиянию, чем его отец, и признал османскую власть в 1871 году. Однако вскоре враждебные действия с обеих сторон привели к поражению Османской империи в битве при Аль-Ваджбе в марте 1893 года, что позволило эмирату стать более автономной частью империи. Эта возросшая автономия позволила семье Аль Тани ещё больше укрепить свой контроль над полуостровом. Важным ограничением катарской автономии было продолжающееся присутствие османского гарнизона в Аль-Бидде, недалеко от столицы Катара — Дохи.
Угасающая Османская империя отказалась от своих притязаний на Катар в 1913 году.

## Война

### Османское правление
Летом 1914 года, когда европейские державы находились в состоянии войны, Персидский залив стал ареной соперничества Великих держав: Османская империя, Великобритания, Германия и, в меньшей степени, Франция и Россия боролись за влияние на этот регион. В случае войны с Германией британские военные планировщики стремились свести к нулю влияние Германии за рубежом, подразумевая и Персидский залив. В случае с Османской империей британские военные цели заключались в высадке войск в Басре и защите нефтеперерабатывающих заводов в близлежащем Абадане в Персии. В 1914 году, хотя многие считали Персидский залив «британским озером», в Катаре располагался османский гарнизон — но, судя по всему, у Великобритании отсутствовали военные планы на борьбу с этим гарнизоном. 

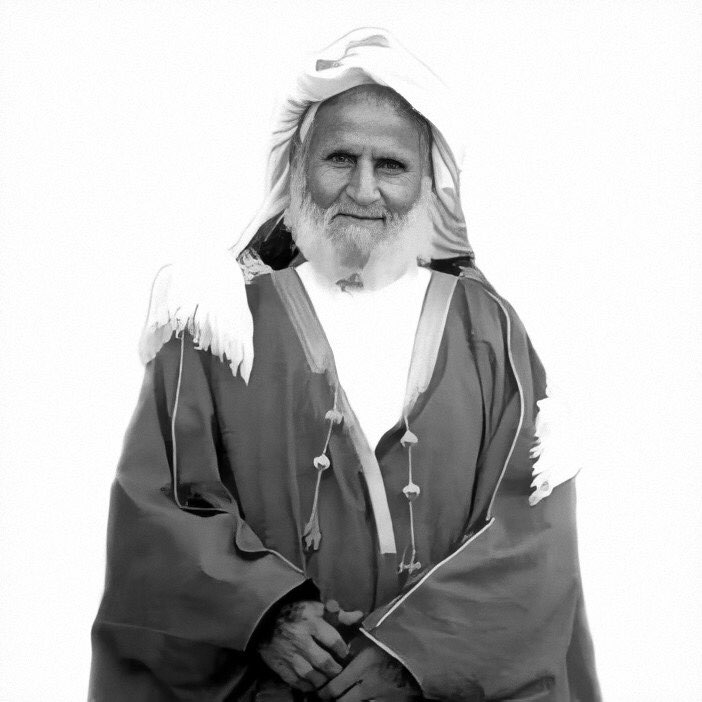
Абдаллах бин Джасим Аль Тани, правитель Катара в период Первой мировой войны.

13 октября 1914 года правитель Катара Абдаллах ибн Джасим Аль Тани описал боевые действия, бушевавшие в то время на нескольких континентах, как событие, «которое взбудоражило весь мир». В то время как Катар и другие государства Персидского залива не испытали на собственном опыте крупномасштабную военную активность, наблюдаемую на Западном и Восточном фронтах в Европе, или Ближневосточном фронте, война никогда не была далеким явлением. Например, британский чиновник проинформировал Аль Тани о прибытии 23 октября 1914 года кораблей с индийскими экспедиционными силами в воды Бахрейна, острова примерно в двадцати километрах к северо-западу от Катара.
Начало войны между Великобританией и османами в ноябре 1914 года предоставило Великобритании и эмиру Катара политическую возможность изменить статус Катара. Великобритании планировала, чтобы Катар стал частью системы протекторатов Персидского залива, а Аль Тани стремился к дальнейшему развитию эмирата. Эти позиции не были противоположными, поскольку, по расчетам Аль Тани, территориальная целостность Катара нуждалась в защите со стороны внешней державы для того, чтобы внутреннее развитие эмирата было успешным. Британские власти в Индии считали, что они могут «начать все заново» в отношениях с Катаром, освободившись от необходимости учитывать враждебную реакцию Османской империи на британские отношения с эмиратом. Официальные лица в Лондоне хотели заключить договор о защите с Катаром в военное время, чтобы он мог стать «свершившимся фактом» при обсуждении будущего Аравии с другими державами, хотя считалось маловероятным, что Франция или Россия поставят под сомнение «первостепенное положение» Великобритании в регионе.
Главным препятствием на пути к достижению военных целей Великобритании в Катаре был османский гарнизон в Аль-Бидде. Британские чиновники в Персидском заливе внимательно следили за гарнизоном на протяжении всего 1914 года. Политический агент в Бахрейне сообщил своему начальнику в Бушире, что большая часть османских войск прибыла со своими припасами в начале сентября 1914 года, но когда они узнали, что Басра «закрыта», они ушли. Хотя османский гарнизон не представлял собой значительной силы, и к маю 1915 года в нем оставалось всего девяносто человек из-за неоднократного дезертирства, чиновники в Индии считали, что переговоры с Аль Тани не могут быть начаты, пока гарнизон — последний остаток османской власти в Катаре — не будет изгнан. Британия испытывала нехватку кораблей и людей в Персидском заливе для борьбы с гарнизоном, а власти Индии в 1915 году отдавали приоритет переговорам с Ибн Саудом в Неджд и Хасе, а не с Аль Тани.

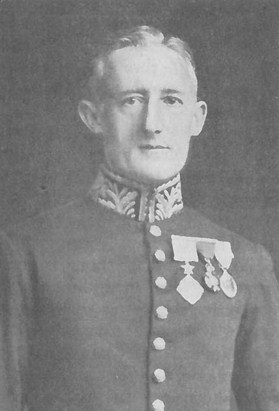
Перси Кокс

Вице-король Индии считал, что Аль Тани не совсем уверен в своем положении; очевидно, он «испытывал некоторые трудности в удержании своих позиций». Нехватка рабочей силы и материальных средств заставила сэра Перси Кокса, политического резидента в Персидском заливе, отправить в июне 1915 года в Катар пленного османского офицера Абдула Джаббара Эфенди. Его задачей было склонить гарнизон в Аль-Бидде к мирной капитуляции. Условия капитуляции заключались в том, что гарнизон будет перевезен в Бахрейн с полными воинскими почестями, откуда их затем отправят в Индию, где они станут военнопленными и о них будут «заботиться». Даже если бы миссия османского офицера была бы успешной, у Великобритании не было кораблей для перевозки людей, поэтому Кокс хотел, чтобы Аль Тани предоставил гарнизону транспорт для отправки из Катара. Тем не менее, гарнизон решил не принимать предложение британцев. 
К августу 1915 года часть осман переправилась через Персидский залив в Персию, и в форте осталось только два офицера и сорок человек. Османский комендант написал Аль Тани письмо, информируя его о намерении попытаться добраться до Багдада через Кувейт. Хотя османский гарнизон все еще существовал, его способность осуществлять какой-либо контроль над деятельностью Аль Тани и Катаром была сведена на нет изоляцией от других османских войск, а также решениями некоторых солдат покинуть Катар с целью продолжать сражаться в другом месте, либо просто дезертировать. 

### Британский десант
В конечном счете, учитывая военную ситуацию на Ближнем Востоке, отсутствие интереса со стороны османской армии и властей к катарскому гарнизону, побудило оставшихся солдат взять свое будущее в свои руки. 19 августа 1915 года майор Т.Х. Кейс, политический агент Бахрейна, прибыл в Катар с двумя кораблями Королевского флота. Кейс предложил Аль Тани пять тысяч рупий за то, чтобы он обратился к османскому коменданту и повторил условия, ранее изложенные им Абдулом Джаббаром Эфенди. Прежде чем были начаты переговоры, османские солдаты покинули форт в ночь на 20 августа 1915 года и исчезли.

### Британское правление
Британский десант занял форт. Три пушки, пятьсот снарядов и 8000 патронов были переданы Аль Тани. По словам Перси Кокса вопрос Катара был решён. После ухода гарнизона Катар оставался местом, где горстка османских дезертиров с других фронтов работала в местном рыболовецком флоте. Из-за необходимости вести боевые действия на нескольких фронтах османы вынуждены были позволить своему примерно сорокалетнему сюзеренитету над Катаром прекратить свое существование.
Война ускорила конец османской власти в Катаре и позволила Аль Тани установить новые отношения с Великобританией в качестве доминирующей державы. Предварительные переговоры показали пределы власти Великобритании над Аль Тани и власти эмира над его подданными. Эмир не одобрял проект статей, ограничивающих импортные пошлины на британские товары, назначение британского агента, создание почты и телеграфа, а также допуск британских подданных в эмират. Эмир сказал британским чиновникам, что такая позиция объясняется тем, что «катарцы настроены решительно против иностранцев и что он будет постоянно опасаться неприятностей, которые могут возникнуть у него из-за плохого обращения с такими людьми со стороны его народа». Аль Тани, очевидно, проявил такое «сильное душевное расстройство» по этому поводу, что британские переговорщики перешли к другим вопросам и были готовы отпустить эти пункты.
Вице-король Индии, который считал, что пункты проекта не имеют большого значения, одобрил эту позицию на переговорах. Высокопоставленные британские чиновники считали более важным заключить договор и исключить внешние страны из влияния Катара, тем самым устранив еще одну потенциальную брешь в броне их системы протектората в Персидском заливе.
3 ноября 1916 года Катар подписал Договор о защите с Великобританией. Наиболее важными условиями были следующие: эмир не может уступать территорию, иметь отношения или переписку с иностранными державами без согласия Великобритании; в эмирате будет размещен британский агент; в страну будут допущены британские подданные, а Катар не будет заниматься пиратством, рабством или торговлей оружием. Однако, учитывая озабоченность Великобритании внутренним положением Аль Тани, такие статьи, как размещение политического агента, оставались недействующими, а семья правителя могла сохранять своих рабов. Британии было разрешено создать в Катаре телеграф и почтовую станцию, чтобы укрепить соединительную аппаратуру имперской системы в Персидском заливе. Договор позволял британским чиновникам давать советы Аль Тани относительно внутреннего управления Катаром. Майор Т.Х. Кейс писал Аль Тани, что «западные державы побеждают благодаря организации чиновников, и я верю, что вы это поймете», предлагая назначать компетентных чиновников и следить за тем, чтобы государственное управление не вызывало недовольства среди подданных Аль Тани. Этот договор был похож на предыдущие соглашения с другими странами Персидского залива: правителю Катара были обещаны те же права, что и другим.
Для Аль Тани его уступки Великобритании в вопросах суверенитета Катара и непрошеные британские советы по внутреннему управлению были перевешены двумя условиями. Первым была возможность Аль Тани импортировать 1000 винтовок и боеприпасов каждый год для собственного использования «и вооружения своих иждивенцев», что имело решающее значение для обеспечения его правления внутри и за рубежом. После официального подписания договора Аль Тани попросил предоставить ему 150 винтовок и 15 000 патронов. Правительство Индии передало ему в подарок 300 винтовок с 30 000 патронами. Условия защиты были тщательно прописаны. Британия обещала защищать Катар от «любой агрессии на море», что было весьма отдаленной перспективой, а обязательство по защите от нападения с суши было двусмысленным: только если агрессия была «неспровоцирована каким-либо актом или агрессией со стороны меня [эмира] или моих подданных против других», что давало Британии широкую свободу в интерпретации этой статьи в свою пользу. Выживание Катара как автономного государства теперь зависело от Великобритании. 
Хотя это соглашение усилило безопасность Абдаллаха бин Касима от внешних угроз, оно мало помогло против соперничающих племен и амбициозных членов семьи. Катарский правитель продолжал попытки укрепить связи с Великобританией, но безуспешно. 23 марта 1918 года Великобритания ратифицировала договор о протекторате. 

## Последствия
Разгон османского гарнизона в Катаре в 1915 году был незначительным события в войне Великобритании против Османской империи, но его последствия оказались долгосрочными. Силы Ибн Сауда, находившиеся неподалеку в Неджде, несколько раз угрожали существованию Катара в послевоенный период. Как и Кувейт, вхождение Катара в систему британского протектората обеспечило его выживание перед лицом саудовской угрозы. Последствия Первой мировой войны для Катара стали серьезным испытанием для его правителя, поскольку Аль Тани перешёл от одного политического сюзерена к другому, но это гарантировало выживание Катара как отдельного государства, что не удалось другим британским союзникам в Аравии, таким как Асир и Хиджаз.

## Память
Учитывая разный опыт 1914-1918 годов, Катар помнит Первую мировую войну не так, как европейские страны; тем не менее, она стала формирующим моментом в его конкретной политической, экономической и социальной истории, и одновременно является примером воздействия мировой войны независимо от местонахождения людей.
По случаю 100-летия Первой мировой войны, национальная библиотека Катара в партнерстве с французским посольством в катаре и французским институтом в Дохе организовала в 2018 году выставку под названием «Конец войны (1918)», на которой были представлены редкие коллекции из музея шейха Абдаллах бин Джасим Аль Тани, а также были организованы показы документальных фильмов. 